# 6065 Chesneau
6065 Chesneau este o planetă minoră (asteroid), cu un diametru de 5,494 km, din centura de asteroizi. A fost descoperită pe 27 iulie 1987 la Observatorul Palomar de Eleanor F. Helin și a fost numită după Olivier Chesneau⁠(d). 
Obiectul prezintă o orbită caracterizată de o semiaxă mare de 2,3422137 UAi, o excentricitate de 0,21, o înclinație de 23,81956 ° în raport cu ecliptica.